# 無敵鐵金剛

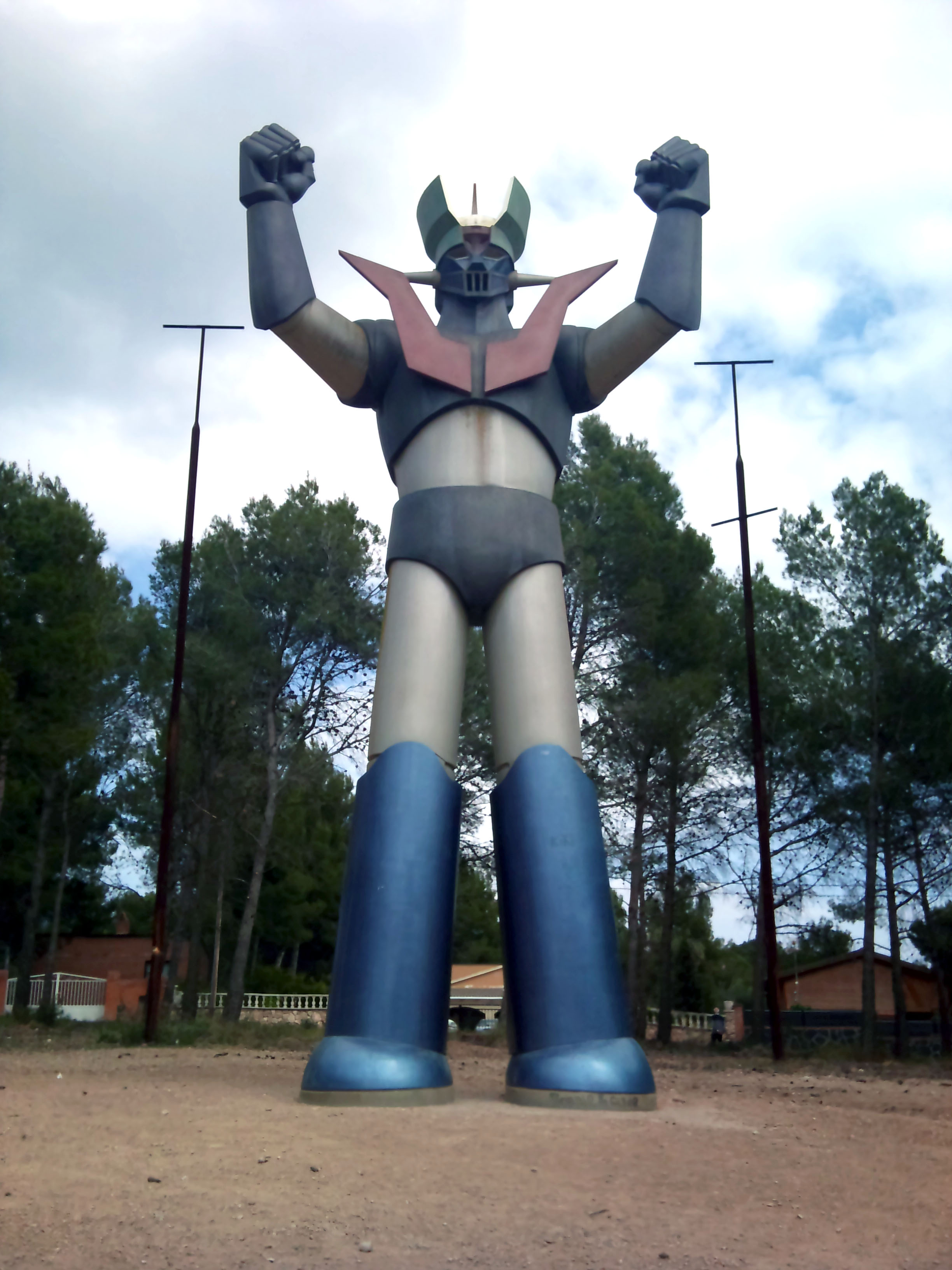
位于西班牙加泰羅尼亞塔拉戈纳省卡夫拉德爾坎普马辛格市城市文化中心的魔神Z模型

《無敵鐵金剛》（日语：マジンガーZ）為日本漫畫家永井豪與東映動畫所共同企劃而成的「無敵鐵金剛系列」第一作，同時也是劇中主角所駕的巨大機器人之名稱。

## 劇情大綱
邁錫尼古代遺跡調查隊的一員－地獄博士（Dr.ヘル），圖謀利用所發現的巨大機器人群征服世界，因而殺害了其他同行的調查員們，雖然兜十藏博士僥倖地逃出，數年後卻還是成了地獄博士除卻障礙的犧牲品。兜十藏在臨終前，將為了阻止地獄博士的野心，而傾注畢生心血秘密建造的「無敵鐵金剛」，託付給其孫－兜甲兒囑咐要為正義除暴安良，希望能夠發揮其預期的功能。甲兒因而堅強地奉尊祖父的遺言，和無敵鐵金剛生死與共的為世界和平而努力奮鬥不懈，誓言與地獄博士所率領的惡勢力周旋到底。

## 登場人物

### 光子力研究所
其他譯名：原子光研究所（台）
兜甲兒（配音：石丸博也（日）、靳東美（台）、梁政平（港））
兜十藏博士的長孫，正處熱衷於騎乘機車之年的高中生；因雙親早年於實驗事故中身亡，自幼與弟弟由祖父一手帶大。在兜十藏慘遭阿修罗男爵的密謀殺害後，奉遵其遺願而駕上了「無敵鐵金剛」，立誓竭盡全力來阻止地獄的妄行。起初由於不黯操縱而曾經吃下了不少的苦頭，然則在經歷數度的生死瞬間漸漸掌握住要領，將自身超群的運動神經與騎車技術投射其中，逐而琢磨而出其與生俱來的果決精準判斷力，以致使每戰皆能屢挫強敵越戰越勇獲得勝利。然而在他不改男性本「色」輕浮態度背後，卻存有對於女性十分狹隘的傳統偏見，因而與沙也加在觀念上擦出激烈的火花，兩人時常為此打得天翻地覆不可收拾。最後在劇末費盡千辛萬苦打倒不共戴天的仇敵，卻遭受邁錫尼帝國突如奇來的強大武力奇襲慘敗，便將對抗強敵的重責大任交由金剛大魔神接棒，依弓教授安排前往美國的「吳德森（ワトソン）研究所」深造。並於《金剛大魔神》劇裡第53集開始的四部曲返回，搭乘上性能更為提升的無敵鐵金剛，卻再度與生父遭逢殘酷的生離死別，在盛怒之下大顯神威一報血海怨仇。戰後成為飛碟研究者，繼續為保衛世界和平而奉獻。（續見《金剛戰神》條目）
其他譯名：杜劍龍（港）、柯國隆（台）
兜志郎（配音：澤田和子（日））
兜十藏博士的幼孫、兜甲兒的弟弟。平時與兄長無計長幼彼此直言不諱，兄弟倆人有著十分要好的手足之情，猶如是甲兒在身後最為重要的支柱。不過對這正於渴望關懷的年齡來說，卻仍帶著憧憬於家庭的任性孩子氣，在未與過世雙親謀面的環境下成長，言行舉止極受哥哥的不良習染甚深。但是活潑精力旺盛的他卻相異於漫畫原作的活躍，只曾在第70集和谷音共乘重戰車Z參與作戰。於本作結尾，自甲兒旅美後則被弓教授留於身邊學習。然而不久後在《金剛大魔神》劇中，即因遭敵襲擊而被轉至「科學要塞研究所」就近照料，但直至故事中期本人才得知生父未死的事實與其相認，得以一嚐長年以來所嚮往許久的天倫之樂……並駕駛有父親為他設計的專屬機器人。
其他譯名：杜小龍（港）、柯國盛（台）
弓（配音：松島奉子（第1～13集）→松島實（第14～39集）→江川菜子（第40～92集，但至第67集為止的字幕中均作（日）、沈小蘭（港））
弓弦之助的獨生女，與甲兒年齡相仿卻未升學高中而留在所內協助父親作研究，成為木蘭號的專任駕駛。不過隨著地獄博士接踵不斷地侵略，沙也加與木蘭號更被賦予了支援無敵鐵金剛的新使命，和甲兒搭檔並肩作戰對抗蜂擁而至機械獸大軍。但是她的個性自幼就十分倔強好勝，在劇中與甲兒的爭執鬥嘴也是曾出不窮，一吵起架來雙方總是互不相讓；而實際上對他懷著口是心非地極深好感，兩人是一對歡喜冤家。另外沙也加也有相當地會吃醋；在第74集曾為此拒絕前往支援甲兒，導致木蘭號在情急之下為庇護無敵鐵金剛而壯烈成仁；失去愛機的沙也加也因而消沉一陣子。之後便於第76集換乘更為強力的後繼機「木蘭二號」繼續扮演支援無敵鐵金剛的角色。於劇末，在從無敵鐵金剛手中交棒的金剛大魔神接下重任後，與甲兒攜手共勉並肩前往出國進修。在《金剛大魔神》劇中，第48集遭邁錫尼帝國冒充其貌乘機潛入「科學要塞研究所」。最終決戰，晚甲兒一步回國再赴戰場，參與圍攻的作戰。
其他譯名：高靜文（港）、余莎莎（台）
（配音：大竹宏（日）、周慶樑（港））
甲兒的同班同學。由於對沙也加十分的愛慕的關係，起初為此而將甲兒視為眼中釘，但在歷經數次的患難與共後，彼此逐漸建立起深厚地友情；事實上是個非常講義氣的男子漢，也因為如此，在戰況愈來愈吃緊之下，於第48集綁架了三博士脅迫為其打造專用的機器人－阿強一號開始加入戰局；並對自己的愛機不斷地自行嘗試改良。在續作《金剛大魔神》中自甲兒與沙也加出國進修後，便帶著跟班來到科學要塞研究所附近廢棄的造船廠繼續扛起保衛世界的重擔。在邁錫尼帝國一戰結束後，更是以成為機器人博士為目標邁進著。
其他譯名：
小杜（配音：富田耕生／緒方賢一（SRW））
阿強的跟班；同樣也是甲兒的同班同學。與阿強、小莫三人自幼稚園就已結識，無論在何時何處都是三人一起同甘共苦。時常一起搭乘阿強一號，更會在必要時刻頂替阿強駕駛；於續作《金剛大魔神》內固定負責留守在造船廠旁的看臺上，監視科學要塞研究所的情況得以讓阿強一號能夠配合出擊。性格和小莫相較起來屬於消極。對於滑雪很在行。
小莫（配音：田野中勇／加藤治（SRW））
阿強的跟班；同樣也是甲兒的同班同學。與阿強、小杜三人自幼稚園就已結識，無論在何時何處都是三人一起同甘共苦。時常一起搭乘阿強一號，更會在必要時刻頂替阿強駕駛。積極的特徵和小杜形成了對照，不過有時也會出些害己利人的歪主意。
弓弦之助（配音：八奈見乘兒（日）、王彼得（台））
光子力研究所的第二任所長；弓沙也加的父親。個性敦厚穩重，對於惡勢力更有著不輕易低頭的堅強意志，唯獨就是對於自己的千金沙也加沒輒。為兜十藏博士的得意門生，繼承了恩師的理念將光子力能源份奉獻於和平之上而開發出木蘭號，而隨後戰情日漸緊繃又相繼開發有木蘭二號及諸多無敵鐵金剛的強化裝備及武裝。
其他譯名：高教授（港）、余明（台）
兜十藏（配音：島宇志夫（第1話）→大竹宏（第38話）→加藤修（第91話）（日））
光子力研究所的首任所長；兜氏兄弟的祖父。自巴特斯島死裡逃生之後，便致力於光子力能源的研究，並在發表完成各項相關的科技成果後，便卸下所長的職位隱居於別墅之中，終日埋首於無敵鐵金剛的開發，欲與地獄博士的野心對抗。於第1集被鐵面人軍團襲擊而被壓在爆炸後的別墅瓦礫堆下，在將無敵鐵金剛交由愛孫甲兒與志郎後而終，享年69歲。
其他譯名：柯貝（台）
三博士
光子力研究所內協助各項專門技術的幕後功臣們；同樣也是兜十藏博士的學生。都喜欢打保龄球，但水平很差。製作有結合三人技術而成的阿強一號。
- 急急（配音：大竹宏（日））

機械工學專家與機械人權威，主要擔任無敵鐵金剛的維修及新武裝開發。因其急躁的性格而在三人之中最為顯眼。
其他譯名：急驚風（台）
- 鈍鈍（配音：北川國彥（第1話）→增岡弘（第3話）→緒方賢一（第9話）→田野中勇（第65話後）（日））

系統工學博士，擔任強化無敵鐵金剛的諸多工作。行事慢條絲理講精確優先。
其他譯名：慢郎中（台）
- 勁勁（配音：矢田耕司（日））

能源工學博士。對於無敵鐵金剛的改造有著絕大的貢獻，其中以「金剛飛刀」的開發最為著名。工作幹勁十足，於第79集為了找回外出忘了攜帶通訊器的甲兒，而被鐵十字軍團所埋設的地雷炸死，享年52歲。
其他譯名：胖嘟嘟（台）
谷音（配音：山口奈奈（日））
阿強的遠房親戚。在經其介紹後來到光子力研究所幫傭，照顧兜氏兄弟兩人的生活起居；擁有佼健的身手，對於科學相關的技術也有豐富的知識。自第64集開始登場，就有從3位死刑犯手中解除了研究所危機的優異表現，而在第65集中便被正式聘為研究所所員。第70集迴旋指揮艇遭毀無敵鐵金剛面臨無法出動的情況下，曾自告奮勇駕駛「重戰車Z」埋設地雷迎戰來犯的妖機械獸。
※以下為只出場於漫畫原作中的角色。
暗黑寺闇太郎
漫畫初期登場的人物。祖宗十八代都是流氓世家，唯獨出他這個不肖子孫竟然成了警察。據本人所言是個拳擊和空手道高手。
其他譯名：洪警官（台）
羅莉&羅露
密力翁α的雙胞胎駕駛者，原為賽車手。與甲兒首次見面時，差點被誤認為是阿修羅男爵派出來的機器美女殺手。在「地獄城總攻擊作戰」之中被機械獸握住駕駛艙捏碎慘死。
其他譯名：羅麗芬（ローリィ）&羅麗芳（ロール）（台）
東旬
拜翁β的駕駛者。其外表遭甲兒比喻為機械獸。在「地獄城總攻擊作戰」之中被機械獸從後面偷襲而亡。
其他譯名：陳東海（台）
小出政雄
獅王號γ的駕駛者，原為駕駛戰車的陸上自衛隊軍人。被甲兒形容為很有沙也加的「感覺」，一眼見到就知是自己人。在「地獄城總攻擊作戰」之中遭機械獸圍剿喪命。
其他譯名：蕭武台（台）

### 科學要塞研究所
兜剑造（配音：柴田秀勝（第91集：大竹宏）（日））
第91、92集登場。
剑铁也（配音：野田圭一（日）、薛群（港））
第92集登場。

### 地下帝國
經常在中文網絡被誤會是外星人，其實是人類的改造人為主力的恐怖組織。
地獄博士（配音：富田耕生（日）、國治（台）、周永光（港））
邪惡天才科學家。率領著利用地中海的古代邁錫尼所遺留在巴特斯島上的機器人科技，所製造出的機器獸軍團覬覦征服世界。於第91集中與布羅肯伯爵棄守地獄城一併搭乘的飛行要塞格魯被無敵鐵金剛擊破而亡。而後在續作《金剛大魔神》中被邁錫尼帝國以地獄大元帥復活。
其他譯名：海爾博士（港）、赫爾博士（台）
阿修罗男爵（配音：柴田秀勝、北浜晴子（日）、周永坤、黃小英（港））
地獄博士將兩具古代邁錫尼夫婦的木乃伊合而為一的幹部，左半臉是男性、右半臉是女性。為鐵面人軍團的統率者，善於親自執行變裝、催眠等各種擾亂作戰，在第26集曾親自駕駛機械獸與無敵鐵金剛對決，最後於第78集指揮著海底要塞布德撞擊無敵鐵金剛而陣亡。死後，地獄博士還為其在地獄城建造銅像紀念，並製造相似阿修罗男爵的外貌的機械獸P1展開復仇。
其他譯名：修羅男爵（港）、雙面人（台）
鐵面人軍團
由阿修罗男爵所負責領導的軍隊。在阿修罗男爵死去後逐而退至後方，也曾交由哥隆大公代為指揮。
布羅肯伯爵（配音：瀧口順平（日））
地獄博士將死於戰場中被爆風斷頭的原德國納粹將領重生的幹部。自第39集開始登場，和阿修罗男爵處地十分水火不容，兩人在共同作戰中彼此相互扯後腿的情形更是屢見不鮮。第55集曾搭乘直接指揮式的機械獸與無敵鐵金剛交手，並於第81集在不熟悉操縱的情況下駕駛過無敵鐵金剛反被奪回，最後第91集中與地獄博士一併搭乘的飛行要塞格魯被無敵鐵金剛擊破而亡。
其他譯名：地獄使者（港）、怪頭將軍（台）
鐵十字軍團
由伯羅肯所負責領導的軍隊。
彼古曼子爵（配音：矢田耕司（日））
地獄博士將體型巨大的馬賽人與體格矮小的俾格米人合體而成的新幹部。自第83集開始登場，因為本身具有非常高的能力而自恃甚高。最後於第87集隻身取下光子力研究所後與地獄博士翻臉，結果被無敵鐵金剛的光子力熱線給擊斃。
其他譯名：小黑怪（台）

### 邁錫尼帝國
原文：，其他譯名：地底帝國、米基尼帝國（港）、海底帝國（台）
哥隆大公（配音：加藤修（日））
隸屬於邁錫尼帝國的諜報軍，為探查地面上的情勢所派出的探子；在地獄博士要開始征服世界之際，雙方在巴特斯島結下了盟約，而後便藏身於大海底層的旋渦之下。自第68集地獄博士在經歷了一再的挫敗後，逐而感到獨自征服世界的力量不足，轉而向其要求提供比機械獸更為強有力的「妖機械獸」予以協助；對於地獄博士的部下眾幹部始終固執己見保持著局外者的高姿態，更是在最後決戰刻意無視地獄博士的死命求救……。而後便接連擔任邁錫尼帝國地上侵略的先鋒。
其他譯名：哥贡大公（中），高肯大公（港），青面武士（台）
旁白、下集預告（配音：矢田耕司）

## 登場機體

### 光子力研究所
無敵鐵金剛
兜十藏博士生前為了抵禦地獄博士博士的統治世界的陰謀，耗費15年心血獨自於別墅地底秘密所造的戰鬥機器人。以自鍶合金（ジャパニウム）所抽取出來的「光子力」能源做為動力，全身上下以無堅不摧的「超合金Z」包覆而成，號稱俱有足以能與美國第七艦隊匹敵的實力。非戰時停放於研究所旁的污水處理池底下待命，必須藉由分離式駕駛艙－指揮艇連結啟動。雖說兜十藏辭世之際所述已經相當完備無須再改造，不過在往後的劇中得證實仍有加以修改之需，有賴弓教授等人的技術補強才得以能加以精進，之後於《金剛大魔神》的終盤，更是全面更換成「超合金新Z」裝甲並施以數倍強化，在力屈勢窮之境引領眾將開啟勝利之道。
武裝：
- 光子力熱線

為無敵鐵金剛的五大基本武裝之一。以光子力能源為基礎自雙眼射出的光線，每秒威力具有相當於份量10噸的炸藥。
其他譯名：原子光熱線（台）
- 火箭飞拳

為無敵鐵金剛的五大基本武裝之一。以光子力火箭推進射出的前臂，藉由2馬赫的速度以拳頭部位撞擊敵人；分離後也能以搖控方式任意操縱其飛行路徑。
- 高熱火焰

為無敵鐵金剛的五大基本武裝之一。自胸前紅色高熱板部位所散發出足以瞬間將敵人熔化的3萬度高溫，也是無敵鐵金剛最強的必殺絕招，不過由於能源消耗量極大長時間使用會造成機體過熱。
- 氣體硫酸

為無敵鐵金剛的五大基本武裝之一。自口部散熱孔所吹出能將敵人裝甲脆化的強酸颶風；另外也有具有吹熄火焰的滅火效果。
- 金剛飛彈

為無敵鐵金剛的五大基本武裝之一。藏於腹部具有100噸炸藥殺傷力可每秒40發連射而出的大型飛彈；不過與喷气飞翼合體狀態下腹部閘門會被阻礙，必須將腰帶連接器以半開閉的方式才能夠正常使用。
- 金剛飛刀

於第59集新添加的武裝。為金剛飛拳的延生用法之一，飛拳發射時藏於兩側的利刃會同時展開切割敵人。
- 鋼釘飛彈

於第60集新添加的武裝。自手肘部位左右合計總共12門連射而出的小型鑽頭，具有相當強大的速射性與貫穿性。
- 冷凍光線

於第71集新添加的武裝。自頭部左右兩耳錐狀雷達尖端發射出的低溫光線。
- 車輪旋轉金剛飛拳

於第72集新添加的武裝。為金剛飛拳的延生用法之一，在使用時動力會集中於360度旋轉的雙臂而靜止，並利用所造成的離心力將飛拳拋射出去；具有普通飛拳的3倍破壞力。
＋喷气飞翼
弓教授為克服無敵鐵金剛對空不利的劣勢而開發的紅色飛翼。最早於電影《無敵鐵金剛對惡魔人》中提前揭露；而後才在TV正式劇情內弓弦之助經由美國的火箭工學學者－史密斯（スミス）博士指點開發而成。與無敵鐵金剛同樣使用「超合金Z」製成並以光子力火箭引擎推進，由於採用可變後掠（VG）翼在運載無敵鐵金剛時最高飛行速度為3馬赫，之後於第73集替換成新尾翼後更可以達到4.5馬赫的高速。平時藏於研究所附近經由指揮艇上的「誘導裝置」遙控從彈射軌道發射而出，在為危急時也能夠自所內外部控制其行動。
- 飛翼橫切

為喷气飞翼本身的附屬功能；目的在使無敵鐵金剛飛行時能夠達到高速，而將機翼末端削的非常銳利地以求減少空氣阻力。甲兒於第57集正式使用時喊出招示名。
- 金剛飛鏢

於第73集新添加的武裝。自兩翼上左右合計6門的發射出的大型十字手裏劍。
附屬功能：
- 光子力火箭

於第18集所添加的新功能。蘇（ゴードン）博士與其千金莉莎（リサ）為彌補無敵鐵金剛水下行動的不足，協助加裝於機體腳底部位的火箭引擎；更使其兼獲能夠短暫滯空的「跳躍」能力，對於日後的戰事有著功不可没的重大助力。
- 金剛神力

初次於第29集開始使用，可以在緊急之時將出力瞬間增幅的機能。
迴旋指揮艇
兼用為無敵鐵金剛駕駛艙左右以氣墊螺旋扇揚浮的垂直起降機；在劇中被用於在偵查、巡邏等諸多事項，也具有飛彈與雷射等「簡易」的武器；在無敵鐵金剛還尚未獲得制空權之前，常常克難地用於與空中的機械獸纏鬥；在為急時刻也能以由研究進行所遠隔遙控。平時停放於兜氏兄弟位於第3集所搬進去的新宅之中，需要駕駛至附近的研究所才能和無敵鐵金剛合而為一；合體時，必須將舉升扇折成90度垂直下降才能至無敵鐵金剛頭頂凹槽就定位組合。最後於第69集中受妖機械獸所溶解無法修復而廢棄。
噴射指揮艇
弓教授於第71集開發完成的迴旋指揮艇新造後繼機。與喷气飞翼相同採用可變後掠（VG）翼，兩翼並可自由伸縮收納於機體內；左右以可動式光子力噴射引擎垂直起降與推進，另外尾翼頂端更設置可直接監控後方的後視鏡。除此之外在武裝上同樣也添加了不少火力，位於左右的前燈能夠射出指揮艇熱線（パイルダービーム），兩側引擎前端各自配有1門的指揮艇飛彈（パイルダーミサイル）。平時停放於研究所內草坪下方的專用出口起降；合體時，必須靠底部所裝的強力螺旋扇才能垂直下降至無敵鐵金剛頭頂凹槽定位組合。
木蘭號
弓教授專為採掘「鍶合金」而製的地質研究機器人。為無敵鐵金剛的兄弟機擁有相似的操縱系統，動力同樣使用光子力引擎，不過裝甲材質卻是為「合金Z」直至第41集才換裝成「超合金Z」。起初是為用於和平是並未設有無任何武裝，之後為支援無敵鐵金剛而施以部分修改，沙也加曾於第8集為此而提出改造為戰鬥用的要求卻被打回票；即使在性能上並不適於戰卻也能在第49、56與58集中力剋機械獸。最後在第74集為掩護無敵鐵金剛承受妖機械獸的攻擊而壯烈成仁。
其他譯名：阿佛洛狄忒A
武裝：
- 木蘭飛彈

位於胸部位置左右各兩枚的單發大型飛彈，為自第4集從地質研究用火箭轉用而加裝的武裝，而後於第60集改良成為連射式。另外在第32集和第62集曾換裝成氣象觀測火箭來協助無敵鐵金剛與阿強一號飛行。
木蘭二號
弓教授專為戰鬥所開發出的木蘭號後繼機器人，首次露面於第75集的新片尾畫面之中。外裝同樣採用「超合金Z」所包裹，而後於《金剛大魔神》的最後決戰中升級更換為「超合金新Z」。曾在與無敵鐵金剛及阿強一號的協同作戰下於第89集拿下擊破機械獸的戰績。
其他譯名：黛安娜A
武裝：

與木蘭號同型的連射式飛彈。

為上的固定武裝；也是木蘭二號的最大武器。

兼用為木蘭二號駕駛艙的特殊機車；能從車燈部位射出的是其主要武器。合體時，必須藉由木蘭二號額頭或後腦部所照映出的「彩虹光線」所形成的跑道就頭頂定位組合；於第82集甲兒也曾利用此功能將當作跳台，騎著飛馬號從伯羅肯手中搶回無敵鐵金剛。
阿強一號
第48開始常駐登場。由阿強自行設計並挾持三博士以廢鐵製成的機械人，自第48集開始參戰。儘管並未設有任何制式武裝，卻有著一身足以和無敵鐵金剛匹敵的蠻力，於第75集內首度以自身之力擊破機械獸。後來在《金剛大魔神》及《金剛戰神》中都有登場，是唯一在無敵鐵金剛三部曲中全勤的機體。
其他譯名：博斯机器人（中），大鐵牛(香港麗的電視)
重戰車Z
原以支援無敵鐵金剛戰鬥為目的所開發的飛彈戰車；設於駕駛座左右方搭載有2枚飛彈，而在車體前後方則安置共計8枚的飛彈地雷。首度出場於第62集協助阿強一號的飛行實驗之中；更在第71集裡自甲兒的駕駛下頂替因迴旋指揮艇被毀而無法出動的無敵鐵金剛而活躍。
VTOL機
出場於第22集在全劇中被稱之為「直升機」的垂直起降機。跟迴旋指揮艇同樣採用氣墊揚浮，由後方的噴射引擎推進，主要使用於等科學方面的各種調查。最後於第70集被給妖機械獸給擊毀。
※以下為只出場於漫畫原作中的機體。

#### 無敵鐵金剛軍團
光子力研究所為對地獄博士展開「地獄城總攻擊作戰」而傾盡全力完成的機器人軍團；是以添裝喷气飞翼的無敵鐵金剛為中心，加上4架新造的戰鬥用機器人所組成的團隊。
新木蘭號
在漫畫原作裡光子力研究所專為戰鬥所開發出的木蘭號後繼機器人；為後來在《金剛大魔神》裡登場的新木蘭號的原型。能夠以其的位於髮型部位後方的火箭噴射獨自飛行，並且跟無敵鐵金剛同樣擁有指揮艇的構造。最後受到地獄王戈頓的鐵指結界攻擊而破壞。
武裝：
- 光子力熱線

與無敵鐵金剛相同的武裝；由位於頭部的天線前端發射而出。
- Z旋刀

以「超合金Z」製成安置於新木蘭號手部所射出的迴力鏢。

與動畫中相同的連射式大型飛彈，有著足以破壞地獄王戈頓長劍的威力。
密力翁α
在漫畫原作裡光子力研究所所開發外觀只有上半身的戰鬥型機器人。採用雙人複座式駕駛艙設於胸部左右兩側，其下半身則是大型的推進器，雙手無指而是以為椎狀刺釘代替。在「地獄城總攻擊作戰」之中被機械獸捏碎駕駛艙引起機器爆炸而破壞。
其他譯名：美女號（台）
武裝：
- 電磁砲

光子力研究所開發成功裝備於臉部以滑蓋式開閉的新武器。
拜翁β
在漫畫原作裡光子力研究所所外觀體型消瘦的戰鬥型機器人。駕駛艙設於咽喉部位。最後在「地獄城總攻擊作戰」之中被機械獸從後面切成兩段而破壞。
其他譯名：勝利號（台）
武裝：
- 氣體硫酸

將無敵鐵金剛同名功能大型化裝備於腹部的武器。
獅王號γ
在漫畫原作裡光子力研究所所外觀沒有小腿的戰鬥型機器人。駕駛艙設於胸腔部位，大腿以下則為推進器。最後在「地獄城總攻擊作戰」之中遭被機械從後貫穿機身後遭其他敵機圍攻而破壞。
其他譯名：獅王號（台）
武裝：
- 高熱火焰

將無敵鐵金剛同名功能裝備於胸部以左右展開發射的武器。

### 巴特斯島
海底要塞撒路德
地獄博士賜與阿修罗男爵的指揮的第一個大型潛艦，用以運輸巴斯特島的兵力到達前線作戰。上半部平時偽裝為人工島嶼露於海面，也是空陸戰軍力的主要出入口；下半部本體全部以區塊方式構成，在危及時能夠迅速切離受損部份以減輕最大傷害，另外前端的筒狀物體則是海戰兵器的出入口；連接上下兩部分的中樞柱狀能夠自由伸縮。在劇中曾在第22集與第39集將無敵鐵金剛囚禁於內部中，結果在第39集反而招致被無敵鐵金剛給破壞的下場。
其他譯名：海底鋼堡（台）
海底要塞布德
地獄博士賜與阿修罗男爵的指揮的第二個大型潛艦。首次登場於第44集中，位於潛艇上部的大臉是其最顯著的特徵，當機械獸要出擊時會90度仰起打開口部的閘門。最後於第78集在阿修罗男爵的號令之下全速撞向無敵鐵金剛而毀。
其他譯名：潛艇鋼堡（台）
飛行要塞格魯
地獄博士賜與伯羅肯的指揮的大型運輸轟炸機。首次登場於第40集中，擁有無可比凝的速度，在加滿的狀態下能夠一個月連續飛行；內部更設有工廠能夠獨力組裝完成機械獸，藉由設於口部的彈射器出擊。通常以讓雷達無效的煙霧作為掩體隱藏於空中。於第77集中曾在阿修罗男爵代為指揮下誤撞地獄城而嚴重損毀，導致完全失寵的他展開玉石俱焚地自殺攻擊。最後於第91集中被無敵鐵金剛擊破。
其他譯名：飛行堡壘（台）
鐵甲車
地獄博士一夥的敞篷式基本戰鬥車輛，主要由鐵面人軍團所使用，搭乘數為兩人。能夠從前車燈射出飛彈或火燄。
機械獸
地獄博士以古代邁錫尼所造的戰神塔羅斯巨大機器人為藍本，加以施予改造、強化而成的戰鬥侵略兵器；以「名稱＋拉丁字母＋阿拉伯數字」的方式命名。只擁有低階的智能，必須以「巴特斯杖（バードスの杖）」來加以控制；每製造一隻大約必須需要花費大約一週的時間。
妖機械獸
哥隆大公所供應給地獄的機械獸，其最主要特色於造型都半是取西洋神話為原型；以「名稱＋希臘字母＋羅馬數字」的方式命名。因使用有邁錫尼原廠技術的關係，而具有凌駕以往機械獸的非凡性能，迫致無敵鐵金剛必須再度施以一連串地強化才能與之抗衡。
米涅瓦X（Minerva X）
原本是兜十藏博士設計「預定」與無敵鐵金剛配對的無人駕駛型機器人，在其亡後設計圖遭到阿修罗男爵自別墅竊走經由地獄博士之手所完成。擁有和無敵鐵金剛類似的構造與功能；主要以為「超級鋼鐵」與「核動力」生產而成，最大不同為位於腹部六角形狀的「伴侶電路（パートナー回路）」，能夠受到無敵鐵金剛所發出的電波操縱自動配合行動。在第38集中登場時，由於地獄博士無法取得相關的材料而以手邊的資源頂替，使得她在電路作動之下系統過熱從眼部流出淚水般的冷卻劑而當機；經光子力研究所回收後，在交戰中電路遭地獄博士的機械獸破壞再度失去控制，最後在不得已的情況下被沙也加以愛美神飛彈給摧毀。
其他譯名：女魔神（中）、龍女金剛（台）
武裝：
- 光子力熱線
- 金剛飛拳
- 高熱火焰
- 氣體硫酸

萊茵X1
史托洛海姆·海因里希（シュトロハイム・ハインリッヒ、台舊譯：海茵）博士所製，擁有人類的心智與頭腦能夠按照自我意志思考的仿真機器人。原本是史托洛海姆博士為將其自車禍中起死回生的地獄而製，在完成後他卻不自覺地對擔任萊茵X1智慧腦（電子頭腦）的羅蕾萊情深似己女，不忍見到被惡人所用而帶著她與萊茵X1自巴特斯島逃亡。在第61集，羅蕾萊在史托洛海姆死前得知自己的秘密，為完成父親的宿願慷慨捨去人類的姿態與萊茵X1合而為一，代替史托洛海姆博士向兜十藏博士的無敵鐵金剛挑戰敗北。
其他譯名：萊茵號（台）
※以下為只出場於漫畫原作中的機體。
地獄王戈頓
出自於永井豪在單行本所加畫的章節。為地獄城的真正面目；由地獄博士親自操縱的超大型機械獸。最後被無敵鐵金剛衝入位在旋風中心完全沒有防備的頸部而破壞。
武裝：
- 劍
- 地獄之火
- 鐵指結界
- 鐵指衝擊波
- 戈頓旋風
- 戈頓旋風火焰

## 漫畫發行版本
- 日本

- 永井豪版（集英社《週刊少年Jump》）：1972年第42期（10月2日號）～1973年第35期（8月13日號）間連載，全部44回（未完）。

此為DYNAMIC與東映動畫的共同企劃的推延下，史無前例所推出以拍攝成動畫為前提的漫畫作品。連載當初即受到好評不斷，於第二週開始便於長佔於讀者的人氣投票首位，雖內部早已對製作卡通一事拍板定案，卻直至11月20日的第8回才於扉頁發表動畫化。不過由於東映與贊助商方面，表示希望能夠加重於鎖定低年齡層客戶群，力主轉換至於兒童走向的雜誌連載漫畫；然而集英社並未擁有以低齡兒為主的刊物，導致換軌一事陷入了愁雲慘霧的膠著狀態，最後在透過幾經地交涉終獲對方首肯鬆手，也使得劇情正臨高潮的連載唐突地中斷。
肇於至今發行所的漫畫版本眾多，漫畫各次出版所編排的方式無從統一，按照最初在Jump上的連載順序為基準，可粗略的歸類劃分為以下8個章節。
1. 《無敵鐵金剛誕生篇》
2. 《道古拉·馬格拉篇》
3. 《假無敵鐵金剛篇》
4. 《機械獸大作戰篇》
5. 《羅蕾萊之歌篇》
6. 《伯罗肯之妖怪篇》
7. 《鐵十字與克洛戈斯篇》
8. 《魔神軍團篇》

至於長久懸而未決的「真正」結局直至轉移到連載，並於《講談社Comics》書系發行最初的《金剛大魔神》單行本第1冊中，方能窺見完整句點。其中有不少加畫的修改之處異於《少年Jump》連載當時，諸如配合早已結束的動畫設定，將無敵鐵金剛的造型（較為接近動畫版）與場景修改，並針對於連貫性將部分畫格施以許多調整。另外《金剛大魔神》連載最終回中，曾由插畫名家小松崎茂跨刀繪製的兩幅彩色跨頁圖，於單行本中以黑白印刷，但在後來其他出版社的重刊版單行本中則被刪去，近年出版的復刻版單行本中則重新歸位。
- 永井豪版（講談社《電視雜誌》）：1973年10月號～1974年9月號間連載，共13回。

永井在結束Jump上的連載約兩個月後開始正式刊登，由於篇幅有限而迥異於先前的連載，均以單篇完結的短篇故事為主；並尊重動畫版本的魔神Z的造形設定作畫。
- 櫻多吾作版（集英社《別冊少年Jump》、秋田書店《冒險王》）

《別冊少年Jump》：1972年12月號～1973年9月號
《冒險王》、：1973年10月～1974年9月
- 台灣

盜版時期
1977年（民國66年）由漫畫大王雜誌社掛上「仲達編繪」的名義，以《無敵鐵金剛》為書名出版了櫻多吾作執筆的漫畫版（出版兩冊未完，第三冊之後則改由華仁出版社出版），奠定了「無敵鐵金剛」此一譯名的基石，不過除了男主角兜甲兒譯作「陳國隆」（與華視版的「柯國隆」僅有姓氏之差）之外，諸如像女主角弓沙也加在此版中譯為「張秋蓮」，阿強則譯為「大胖」等等，當時書中的角色譯名都與華視版本重合不大。
而1978年（民國67年）在華視開播《無敵鐵金剛》前兩個月，華仁出版社則使用了《鐵霸王》之名，出版了原創者永井豪所繪的原始版本（但使用底本為講談社版的五冊單行本），在人物名稱上與先前的漫畫大王版及稍後的華視版更是大不相同，男主角兜甲兒被譯為「金得勝」，女主角弓沙也加譯為「張玉燕」。而在開始放映動畫後，華仁出版社又相繼重譯、再版相關的漫畫作品，此時已受到電視的影響人物名稱逐而與電視統一。
授權時期
東立出版社於1999年向日本DYNAMIC取得櫻多吾作版漫畫的授權發行台灣中文版，率先以《無敵鐵金剛》之名取得註冊，而在翻譯上更是力求以當年華視版作藍本。使得隔年2000年才向日方取得永井豪漫畫原作版所之授權的大然出版社，不得已只好更名為《超無敵鐵金剛》來發行，至於相關的文案部分稍略偏向以原文之意為主。
之後櫻多吾作版又由原動力亞細亞代理，更名《魔神Z》，因撤離出版事業，現委由蓋亞文化承接相關業務繼續發行。

## 電視動畫
- 日本

1972年12月3日至1974年9月1日間，於每星期日下午7:00～7:30於富士電視台播出，全劇總共有92集。
- 台灣

華視播出時與《金剛大魔神》合播節目名稱定為《無敵鐵金剛》，其中的部份主要是在1978年（民國67年）7月3日至11月27日（包含混雜其中的重播集數）間，於每週一～五下午6:00～6:30播出，不過有少部分則是挪至《金剛大魔神》的部分才播出；相隔6年後又再度重播，同一部分是於1985年（民國74年）10月2日至1987年（民國76年）7月1日間，於每週三下午6:00～6:30播出，此次有按照原順序放映至第91集。不過卻沒有播出串連續集劇情的第92集。
2008年9月10日，視新科技有限公司將數年前台灣市面上所流通不明「外地」生產的無版權DVD-Video重新翻製，並把過去與日本Sky High Entertainmente公司簽署的授權證擅自修改，向行政院新聞局申請取得發行核准，自12月開始在市面及網路通路以「92回完整版《無敵鐵金剛》」大肆宣傳。直至2009年2月永井豪即將應邀參加第17屆台北國際書展前夕，DYNAMIC公司發現台灣市面上竟然已經充斥著盜版影像商品，因此打算準備採取相關的法律行動；這同時也讓台灣近年來重視著作財產權的正面形象再度蒙上陰影。
- 香港

麗的電視於1974年08外購了本作，此套動畫只播了一年時間（共五十二集），後面的四十集未有播出。
2018年Viu購入了本作，並於同年3月16日開始播放，每星期放送5集，至第26集後未有更新，現已下架。動畫以日文原音配上中文字幕，譯名以依據日本原名為主。

### 工作人員
- 原作：永井豪、ダイナミックプロ
- 音樂：渡邊宙明
- 企劃：春日東（旭通新社）、別所孝治（富士電視台）、有賀健、横山賢二（東映動畫）
- 製作擔當：江藤昌治、大野清→菅原吉郎
- 劇本：高久進、藤川桂介、高圓寺博、布勢博一、山浦弘靖
- 背景：スタジオコスモス、サンアートスタジオ、東京サンアートアトリエ、アトリエローク、マスコット、サンアート、ムツゴロウ
- 錄音ディレクター：春日正伸→福永完爾
- 攝影：高橋宏固、山田秀二、菅谷正昭、吉村次郎、相磯嘉雄、菅谷英夫、寺尾美千代、佐藤隆郎、武井利晴、森口洋輔、山田順弘、高梨洋一、島敏文、清水政夫、菅谷信行、金田顯一
- 剪輯：花房三郎、本山收、鳥羽亮一
- 錄音：神原廣巳、池上信照
- 效果：伊藤道廣
- 選曲：賀川晴雄
- 演助：川田武範、柘植圭子
- 製作進行：城與志、佐野偵史、廣川和之、桑山幸雄、吉岡修、桑岡吉廣、桑山邦雄、大橋千加子、吉原彰雄、的場節代、森下公子、吉澤孝男、今村春美、宮島憲陽、石川義明、西村哲一、山口秀憲、山田美裕、野崎絹代、山吉康夫、川田武範、山口博史、櫻井利行、館浩二、明山正武、黒石陽子
- 沖印：東映化學
- 美術：辻忠直、内川文廣、山崎誠、福本智雄、伊藤岩光、泰秀信、勝又激、下川忠海、山口俊和、浦田又治、鶴岡孝男
- 作畫監督：羽根章悦、落合正宗、中村一夫、上村栄司、若林哲弘、永樹凡人、森下圭介、香西隆男、朝倉隆、伊賀章二、森利夫、細谷秋夫、木場田實、奥山玲子、佐藤進、窪秀巳、白士武、角田紘一、菊池貞雄
- 演出：芹川有悟、勝田稔男、勝間田具治、大貫信夫、白根重徳、山吉康夫、生瀬昭憲、高見義雄、笠井由勝、西澤信孝、落合正宗、山田勝久、大谷恒清、白士武、佐佐木皓一、明比正行、田宮武、永樹凡人、久岡敬史
- 人物設計：羽根章悦（前期）、森下圭介（後期）
- 機械獸設計原案：永井豪、石川賢、五十子勝、櫻多吾作、蛭田充、風進、村祭誠
- 製作：東映動畫、旭通信社
- 贊助商：大塚化学、POPY、カルビー製菓

### 主題歌
日本
- 片頭曲：

作詞：小池一雄（一夫）、東文彦
作曲：渡邊宙明
歌：水木一郎
- 片尾曲：

作詞：小池一雄、東文彦
作曲：渡邊宙明
歌：水木一郎、哥倫比亞搖籠會
本作的片頭與片尾曲並未替換，但片頭、片尾畫面分有前期與後期版本。
台灣
- 「無敵鐵金剛」

作詞：孫儀
作曲：汪石泉
演唱：華聲兒童合唱團
本曲收錄於1978年6月新黎明唱片發行的兒童歌曲合輯《兒童之歌》第13集中。刺客樂團曾經於1994年將此歌重新翻唱成重金屬搖滾版。
作曲者汪石泉於2018年過世，於當時所舉辦的告別式最後，在場眾人起身合唱本曲。

### 劇集列表
|    | 原文標題 | 華視標題       | Viu標題                           | 中文直译                             |
| -- | -------- | -------------- | --------------------------------- | ------------------------------------ |
| 1  |          | 金剛出世       | 令人驚嘆的機械人誕生              | 惊异的机器人诞生                     |
| 2  |          | 初展雄風       | 阻止阿修羅軍團                    | 阻止阿修罗军团                       |
| 3  |          | 原子光9號      | 消滅鐵甲萬能俠作戰                | 無敵鐵金剛消灭作战                   |
| 4  |          | 千均一髮       | 鐵甲萬能俠命懸一線                | 無敵鐵金剛绝体绝命！！               |
| 5  |          | 真假鐵金剛     | 真假鐵甲萬能俠                    | 鬼影 出现                            |
| 6  |          | 牛角怪獸       | 地獄博士的兩大機械獸              | 地獄博士的二大机械兽                 |
| 7  |          | 大陰謀         | 阿修羅男爵的大陰謀                | 阿修罗男爵的大谋略                   |
| 8  |          | 大戰大魔神     | 大魔神阿普杜拉的真面目            | 大魔神 的正体！！                    |
| 9  |          |                | 戴莫斯F3是惡魔之子                | Demos F3是恶魔之子                   |
| 10 |          | 金手指         | 空中飛舞的鐵手戴安                | 飞在空中的铁腕Dyan                   |
| 11 |          | 巨炮           | 炸毀幻之巨炮加侖                  | 爆破幻之巨炮Garen！                  |
| 12 |          | 玩具機器人     | 叛徒 巨大化機器人拜肯             | 背叛者！巨大化机器人Bicong           |
| 13 |          | 怪雪球         | 惡魔的旋轉攻擊                    | 恶魔的大回转攻击！！                 |
| 14 |          | 羅馬武士       | 暴怒吧 沉睡的巨人斯巴達           | 愤怒吧！沉睡的巨人Spartan            |
| 15 |          | 大海嘯         | 機械獸 大海嘯作戰                 | 机械兽 大海啸作战                    |
| 16 |          | 龍捲風         | 兜甲兒 暗殺指令                   | 兜甲兒 暗杀指令！！                  |
| 17 |          | 穿山甲         | 地底機械獸豪爾尊V3                | 地底机械兽 Holzon V3                 |
| 18 |          | 剪刀獸         | 海上強盜 海盜格爾薩姆             | 海上强盗 海盗Gurosam！               |
| 19 |          | 飛天怪獸       | 飛行魔獸德比拉X                   | 飞行魔兽Devila-X！！                 |
| 20 |          | 狂風獸         | 呼喚暴風雨的機械獸斯特朗格        | 呼唤暴风雨的机械兽Stronger           |
| 21 |          | 決鬥鬼鎮       | 幽靈鎮的決鬥                      | 的决鬥                               |
| 22 |          | 海底追擊       | 追擊 海底要塞薩路德               | 迎击！海底要塞撒路德                 |
| 23 |          | 風火輪         | 機械獸達姆達姆 大車輪作戰         | 机械兽Damdam 大车轮作战              |
| 24 |          | 超音怪獸       | 超音速機械獸迅雷                  | 音速机械兽 Jinrai                    |
| 25 |          | 金剛救美       | 埃爾羅斯三兄弟 大噴發作戰         | 飞行三兄弟 大喷火作战                |
| 26 |          | 化敵為友       | 衝突升級 武士甲兒對戰阿修羅機械獸 | 激突！武士甲兒对阿修罗机械兽         |
| 27 |          | 生擒木蘭號     |                                   | 木蘭號生擒作战                       |
| 28 |          | 真假教授       |                                   | 黑色的指令 超合金掠夺作战            |
| 29 |          | 反作用力       |                                   | 大逆转！金剛神力！                   |
| 30 |          | 鑽石怪獸       |                                   | 危险志郎！無敵鐵金剛出动！           |
| 31 |          | 超級電磁波     |                                   | 人质机械兽 电磁波作战                |
| 32 |          | 三頭怪獸       |                                   | 恐怖的三头机械兽                     |
| 33 |          | 改造無敵鐵金剛 |                                   | 大空袭！Baras K是空中的无法者        |
| 34 |          | 金剛飛翼       |                                   | 红色的闪电 飞在空中的無敵鐵金剛      |
| 35 |          | 幻影神魔       |                                   | 死神机械兽 Desma的猛袭               |
| 36 |          | 海鯨怪獸       |                                   | 栖息在五大湖的变身机械兽             |
| 37 |          | 化身博士       |                                   | 从黑暗来的使者 飞翼必杀              |
| 38 |          | 龍女金剛       |                                   | 谜之机器人 米涅瓦X                   |
| 39 |          | 大地震         |                                   | 舍身的挑战！红色海洋的萨尔德         |
| 40 |          | 飛行堡壘       |                                   | 恶魔的支配者 伯罗肯伯爵              |
| 41 |          | 閃電作戰       |                                   | 折损之翼 广阔天空的死鬥              |
| 42 |          | 恐龍八號       |                                   | 恶魔的指令！空陆集中攻击             |
| 43 |          | 降落傘奇襲     |                                   | 突袭！伞兵奇袭部队                   |
| 44 |          | 太陽機器人     |                                   | 大进击！新海底要塞布德               |
| 45 |          | 不速之客       |                                   | 恶魔的目标 光子力研究所！            |
| 46 |          | 飛猴兄弟       |                                   | 忍法双子机械兽登场                   |
| 47 |          | 機械獸互鬥     |                                   | 壮绝！地狱的作战                     |
| 48 |          | 阿強一號       |                                   | 阿強一號 战斗开始！！                |
| 49 |          | 阿強發狂       |                                   | 发狂机器人 大奋战                    |
| 50 |          | 阿強立功       |                                   | 击坠！喷气飞翼                       |
| 51 |          | 懸賞           |                                   | 地狱的暗杀者 骷髅军团！              |
| 52 |          | 莎莎出擊       |                                   | 甲兒危机！沙也加乘坐出动！           |
| 53 |          | 大小二怪       |                                   | 二段变身！欺骗眼睛的机械兽           |
| 54 |          | 能量危機       |                                   | 炸裂！强力火箭飞拳！！               |
| 55 |          | 雪戰           |                                   | 富士山 大直滑降作战                  |
| 56 |          | 盜寶作戰       |                                   | 被强夺的超合金Z！                    |
| 57 |          | 將功贖罪       |                                   | 地狱博士占领日本！！                 |
| 58 |          | 奮戰受傷       |                                   | 前线基地 地狱城！！                  |
| 59 |          | 金剛飛刀       |                                   | 地狱城 恶魔的战斗宣言！！            |
| 60 |          | 旋風刀         |                                   | 無敵鐵金剛 秘密兵器发射！！          |
| 61 |          | 半機械人       |                                   | 宿命的机器人 萊茵X之歌               |
| 62 |          | 飛天夢         |                                   | 意外？！阿強一號的空中飞行           |
| 63 |          | 喬裝之計       |                                   | 抱着炸弹的美少女                     |
| 64 |          | 女超人         |                                   | 女007对伯罗肯杀人鬼                  |
| 65 |          | 障眼戰術       |                                   | 用风运送的气球炸弹！！               |
| 66 |          | 無形殺手       |                                   | 无形的杀手 Jenova V9                 |
| 67 |          | 電子人         |                                   | 不要哭甲兒！赌在十字架上的性命       |
| 68 |          | 赫爾求援       |                                   | 地狱的保镖 哥隆大公                  |
| 69 |          | 九官鳥         |                                   | 空中溶解！迴旋指揮艇                 |
| 70 |          | 小指揮官       |                                   | 不死身的指挥官 兜甲兒！！            |
| 71 |          | 新指揮艇       |                                   | 危机突破！新 Go！！                  |
| 72 |          | 再生飛拳       |                                   | 必杀！！車輪旋轉金剛飛拳             |
| 73 |          | 鐵金剛被劫     |                                   | 被诱拐的無敵鐵金剛                   |
| 74 |          | 犧牲小我       |                                   | 壮绝！木蘭號的最后之日               |
| 75 |          | 敗北           |                                   | 决死的反击！哥隆机械兽               |
| 76 |          | 木蘭二號       |                                   | 世纪的恋人 木蘭二號！                |
| 77 |          | 求勝心切       |                                   | 濒死的参谋 伯羅肯伯爵                |
| 78 |          | 存亡之戰       |                                   | 阿修罗男爵消散于太平洋上！！         |
| 79 |          | 復仇           |                                   | 爆发一秒前！！                       |
| 80 |          | 中計           |                                   | 中计！巴特斯岛的陷阱                 |
| 81 |          | 真假國隆       |                                   | 在地狱安眠吧！兜甲兒！！             |
| 82 |          | 失而復得       |                                   | 落入恶魔之手的無敵鐵金剛             |
| 83 |          | 小黑怪         |                                   | 初次登场！妖怪参谋匹古曼子爵！       |
| 84 |          | 海馬怪獸       |                                   | 深海是無敵鐵金剛的墓场！！           |
| 85 |          | 火球           |                                   | 怪奇！黑色影子的袭击！！             |
| 86 |          | 生死決戰       |                                   | 总攻击！死亡的三重大作战             |
| 87 |          | 黑怪之死       |                                   | 爆死！恐怖的匹古曼子爵！！           |
| 88 |          | 進攻地獄島     |                                   | 生还是死？！地狱岛必死的攻防战！！   |
| 89 |          | 地下四百尺     |                                   | 机不可失！惊异的地底四千米！！       |
| 90 |          | 真假媽媽       |                                   | 愤怒吧志郎！攻击母亲的面容！！       |
| 91 |          | 爆破地獄島     |                                   | 最后的机会！地狱博士死之决战！！     |
| 92 |          | 出國深造       |                                   | 死亡竞赛！甦醒吧我们的無敵鐵金剛！！ |

## 電影
- 《無敵鐵金剛對暗黑大將軍》（マジンガーZ対暗黒大将軍）

於1974年7月25日在日本上映；為提前於第92集在電視上播映前1個月所製作的替換版本動畫。
- 《劇場版 無敵鐵金剛 / INFINITY》（マジンガーZ / INFINITY）

於2018年1月13日在日本上映；在香港於2018年3月22日上映；台灣於同年3月30日上映；中國大陸於2019年3月8日上映。

## 電子遊戲
- 《無敵鐵金剛》

機種：超級任天堂專用軟體
開發：萬代
日期：1993年6月25日發售
類型：動作（ACT）
- 《無敵鐵金剛》

機種：大型機檯
開發：BANPRESTO
日期：1994年運作
類型：射擊（STG）
- 超級機器人大戰系列（OG系列及小部份系列作除外）

《無敵鐵金剛》的主要兩隻主角機（無敵鐵金剛&木蘭號）都是本系列的常態班底，也是一開始的序章玩家操控角色，除了招式略有不同之外。在各代中的無敵鐵金剛和木蘭號主要招式均有忠實原設定，不過木蘭號追加了近戰用的格鬥招式

## 影響
本作為開創日本漫畫中搭乘式巨大機器人類型作品始祖，對於後世所繁衍出的各式各樣變化題材分流作品的影響極深。由於其透過多重媒體所整合的複合行銷手法，在當年很快地便成功席捲至孩童們的心裡，也造就了相關諸多玩具商品的大為暢銷，特別是在劇中的虛構金屬「超合金」一辭，被用於直指一系列科幻作品童玩的品牌上。
雖然相較於原產地日本晚了5年播出，但在放映時仍是台灣首部接觸到的巨大機器人作品，在當時掀起了繼之後的第二波科幻動畫的熱潮，更給予了許多上了年紀的長者留了「機器人＝無敵鐵金剛」的刻板印象。也由於前後兩次的播出讓以5、6年級為主的族群相互連結，擁有著共通的童年回憶。2005年「eBay台灣」便鎖定此年齡的使用者在電視上推出以「柯國隆在尋找無敵鐵金剛」等數則前導式廣告，來突顯出所標榜“讓使用者快速找到想要的物品”的便利性；2007年東風衛視更以坊間最常見的筆誤《無敵鐵金鋼》作為新節目名稱。

## 註腳
1. ↑  意為「魔神Z」，出自於為原作漫畫內提及只要擁有無敵鐵金剛，要成為「神」拯救世人，或是化為「惡魔」消滅世界，一切可任憑自己一念之間的抉擇。
2. ↑  在漫畫原作中兜十藏是因對於在研究實驗時的意外，奪走兜氏兄弟父母一事感到愧疚，為彌補兩人而製作無敵鐵金剛；他與地獄博士並未俱有任何的恩怨關係。
3. ↑  此名引用自雙葉社所出版第50頁所刊註，最初漫畫原作於JUMP上連載之時所使用的漢字名，不過而後發行的單行本均改以片假名表記。
4. ↑  在漫畫原作中曾兩度駕駛指揮艇馳援身陷危機的胞兄。
5. ↑  在漫畫原作中則是和甲兒同為高中的同班同學。
6. ↑  台灣華視早期也有譯作「小弟」。
7. ↑  台灣華視早期也有譯作「小明」。
8. 最初漫畫原作於JUMP上連載之時是叫作「弓彌之助」，不過而後發行的單行本均修改成動畫中名稱為主。
9. ↑  此中文譯名引用自1978年（民國67年）華仁所出版的《鐵霸王·大魔神 合勦惡魔怪》，即為永井豪本人作畫的《金剛大魔神》漫畫版。
10. ↑  台灣華視在《無敵鐵金剛》的部份中也有譯作「金剛火焰」，到《金剛大魔神》時則統一將以後者稱之。
11. ↑  台灣華視在《無敵鐵金剛》的部份後期亦曾譯作「金剛旋風」，與金剛大魔神的混用；不過事實上為「氣體硫酸」較貼近之意。劇場版《INFINITY》台版又有譯為「王水颶風」。
12. ↑  此項動作於漫畫原作中稱之為Hover Set，在動畫中並未存有此專有名詞。
13. ↑  引自漫畫原作中的描述，在動畫中並未詳細提及其材質。
14. ↑  此名引用自華視當年所發行的華視電視週刊與民生報上，所刊登之劇情簡介內對於《金剛大魔神》劇中首次登場的同名機體之譯名。
15. ↑  台灣華視播出時的譯法則大都是以「機械獸形象的形容詞＋數字編號」的方式來組合，而將拉丁字母省略不用。
16. ↑  在漫畫原作中的名字為多瑙α1，在跟羅蕾萊合體後全身就會從黑色轉變為藍色。
17. ↑  王偉忠. . 《今周刊》第1117期. 2018-05-17  [2018-09-08]. 日前參加華視汪石泉編審的告別式……我都喊他「汪爸爸」。告別式的最後，眾人起身合唱汪爸爸寫的《無敵鐵金剛》送別。

## 外部連結
- 東映動畫（页面存档备份，存于）（日語）
- 數位修複版華視《無敵鐵金剛》片頭 （页面存档备份，存于）（中文）
- 哲生的童年回憶之《無敵鐵金剛》 （页面存档备份，存于）（中文）
- 無敵鐵金剛之父--永井豪 | 哲生博客Jason Blog （页面存档备份，存于）（中文）
- 互联网电影数据库（IMDb）上《無敵鐵金剛》的资料（英文）